# Edward Hall
Edward Hall, född 1497, död 1547, var en engelsk historiker.
Hall var ämbetsman och uppträdde på 1540-talet i parlamentet som de kungliga prerogativens ivrige försvarare. Hans krönika, The union of the noble and illustre famelies of Lancastre and York, omfattar tiden från Henrik IV:s tronbestigning 1399 till 1532; den är i synnerhet värdefull för Henrik VIII:s tid, framför allt genom mängden av där meddelade kulturhistoriska drag. Shakespeare anlitade flitigt Halls krönika för sina historiska skådespel. Den utgavs av Richard Grafton 1550 (omtryckt 1809).